# تشهار تنغ قلندري (لوداب)
تشهار تنغ قلندري (بالفارسية: چهارتنگ قلندری) هي قرية تقع في إيران في قسم لوداب الريفي. يقدر عدد سكانها بـ 47 نسمة بحسب إحصاء 2016.